# سیدنی هیکوکس
سیدنی هیکوکس (انگلیسی: Sidney Hickox; ۱۵ ژوئیهٔ ۱۸۹۵ – ۱۶ مهٔ ۱۹۸۲) یک مدیر فیلم‌برداری اهل ایالات متحده آمریکا بود.
از فیلم‌های او می‌توان به سه راز، قیمت خرید و دو هفته مرخصی اشاره کرد.